# August Lehmann
August Lehmann (* 26. Januar 1909 in Zürich; † 13. September 1973 in Rheineck SG) war ein Schweizer Fussballspieler, der als Aktiver von FC Zürich, Lausanne-Sports und Grasshopper Club Zürich sechs Mal die Schweizer Meisterschaft errungen und von 1930 bis 1943 in der helvetischen Fussballnationalmannschaft 32 Länderspiele absolviert hat.

## Laufbahn

### Vereine
Der FC Zürich konnte sich in der Runde 1929/30 mit seinem dritten Rang in der Ostgruppe hinter dem Lokalrivalen GC und dem Vize FC Lugano nicht für die Finalrunde – dort setzte sich der Zweite der Westgruppe, Servette Genf, durch und holte sich das Schweizer Championat – der sechs Gruppenersten und -zweiten platzieren. August «Gusti» Lehmann spielte sich aber durch seine Leistungen trotzdem in dieser Runde als Halbstürmer in die Nationalmannschaft. Nach seinem Wechsel zu Lausanne-Sports feierte Lehmann 1934/35 den Gewinn der Meisterschaft und den Cuperfolg. In der Runde 1935/36 glückte den Blau-Weissen vom Stadion Pontaise die Titelverteidigung. Unter Trainer Karl Rappan kamen 1939, 1942 und 1943 noch drei Meisterschaften mit den Grasshoppers sowie 1938, 1940 und 1941 auch drei Cup-Erfolge mit der Mannschaft vom Hardturm hinzu. Diese Erfolge feierte «Gusti» Lehmann aber nicht mehr als Halbstürmer, er war in die Verteidigung gewechselt und bildete jahrelang zusammen mit Severino Minelli das «Sicherheitsschloss» im erfolgreichen «Riegel-System» der Rappan-Elf.

### Nationalmannschaft, 1930 bis 1943
Als Aktiver des FC Zürich debütierte der Halbstürmer August «Gusti» Lehmann am 23. März 1943 beim Länderspiel in Paris gegen Frankreich in der Schweizer Fussballnationalmannschaft. Der Debütant überzeugte mit zwei Treffern beim 3:3-Remis an der Seite seiner FCZ-Mannschaftskameraden Willy Baumeister, Hans Nyffeler, Jacques Romberg, Adolf Spiller und Adolf Stelzer. Im Frühjahr 1930 absolvierte er noch drei weitere Einsätze in der «Nati». Danach wurde er mehrere Runden nicht mehr in der Nationalmannschaft berücksichtigt. Auch in den zwei Titelrunden mit seinem neuen Verein Lausanne-Sports, 1934/35 und 1935/36, kam es zu keiner Fortsetzung seiner Karriere in der Länderauswahl. Dies geschah erst am 7. März 1937 in Amsterdam bei der 1:2-Niederlage gegen die Niederlande, wo er sein fünftes «Nati»-Spiel, jetzt aber auf der Verteidigerposition, absolvieren durfte.

Als sein Vereinstrainer bei GCZ, Karl Rappan, ab September 1937 auch die sportliche Leitung der Nationalmannschaft übernommen hatte, übertrug er seinen beiden Verteidigern Severino Minelli und «Gusti» Lehmann die taktisch anspruchsvolle Aufgabe der sich gegenseitig absichernden Innenverteidiger im «Riegel-System». Die zwei Unentschieden gegen Italien am 31. Oktober 1937 und gegen Deutschland am 6. Februar 1938 sowie der 2:1-Erfolg am 21. Mai 1938 in Zürich gegen England stellten Rappan und der Schweizer Fussballnationalmannschaft vor der Fussball-Weltmeisterschaft 1938 in Frankreich ein gutes Zeugnis aus. Mit der Abwehrformation Willy Huber, Minelli, Lehmann, Hermann Springer, Sirio Vernati (alles Spieler von Grasshoppers) und Ernest Lörtscher von Servette Genf hatte Rappan einen eingespielten Defensiv-Verbund zur Verfügung, den er bereits im Vereinstraining auf die besonderen Aufgaben in der «Nati», taktisch wie auch konditionell, vorbereiten konnte. Die Auftritte beim Weltmeisterschaftsturnier in Frankreich gegen Deutschland und Ungarn bestätigten die Klasse dieser Mannschaft. Nach den Erfolgen der Rotjacken gegen England und «Grossdeutschland» war das System von Rappan plötzlich in aller Munde. «Der ‹Riegel› wurde für die ‹Nati›, was das ‹Reduit› für die Armee darstellte: ein mythisch überhöhtes Symbol schweizerischen Selbstbehauptungswillens», schreibt Christian Koller im «Nati»-Buch von Beat Jung.

«Entsprechend gross war die Verehrung des aus dem Torhüter und den beiden Innenverteidigern bestehenden Riegelabwehrtrios der Nationalmannschaft, die einen eigentlichen Heldenstatus genossen. Über das populäre Trio, das 1938 massgeblichen Anteil am Erfolg gegen Deutschland hatte, schrieb der Sport noch nach einem Vierteljahrhundert: ‹Huber, Minelli, Lehmann, dieses Dreigestirn ist noch heute ein Begriff, Synonym für Bollwerk, Wucht, Härte und glänzendes Zusammenspiel› (27. November 1963)»

«Gusti» Lehmann war auch noch bei den zwei 3:1-Erfolgen im Jahr 1939 gegen Ungarn und Italien wie auch bei den zwei 2:1-Erfolgen 1941 und 1942 gegen Deutschland in der Nationalmannschaft im Einsatz. Mit seinem 32. Länderspieleinsatz am 16. Mai 1943 in Genf gegen Ungarn beendete der 34-Jährige seine internationale Laufbahn.

### Nach der Karriere
Nach der Beendigung seiner Karriere wirkte Lehmann als Funktionär beim Ostschweizerischen Fussballverband, zuletzt als Kursobmann. Er verstarb, vier Monate vor seiner Pensionierung, in Rheineck.